# Molanna albicans
Molanna albicans is een schietmot uit de familie Molannidae. De soort komt voor in het Palearctisch gebied.